# Antenor Nydqvist (1893–1973)
Antenor Carl Herman Nydqvist, född 5 augusti 1893, död 25 oktober 1973 i Trollhättan, var en svensk ingenjör. Nydqvist utbildade sig i Zürich, inträdde vid Nydqvist & Holm Ab 1918 och var 1920–1929 verkställande direktör för företaget.
Nydqvist var son till Herman Nydqvist och sonson till namnen Antenor Nydqvist. Han är begravd på Götalundens kyrkogård i Trollhättan.